# Хоросток
Хоросток (укр. Хоросток) — село в Славутском районе Хмельницкой области Украины.
Население по переписи 2001 года составляло 454 человек. Почтовый индекс — 30030. Телефонный код — 3842. Занимает площадь 2,2 км². Код КОАТУУ — 6823980305.

## Местный совет
30030, Хмельницкая обл., Славутский р-н, с. Аннополь